# ذي راس (النادرة)

تعديل مصدري - تعديل

ذي راس هي إحدى قرى عزلة شعب المريسي بمديرية النادرة التابعة لمحافظة إب، بلغ تعداد سكانها 133 نسمة حسب تعداد اليمن لعام 2004.